# Bertoldo IV de Merania
Bertoldo IV (muerto el 12 de agosto de 1204) fue conde de Andechs (desde 1172) y primer duque de Merania, en la costa de Dalmacia (desde 1183), de la casa de Andechs. Fue el hijo de Bertoldo I de Istria y Eduviges de Wittelsbach. En 1175 fue nombrado margrave de Istria y desde 1180 hasta 1182 fue duque de Croacia.
En 1175, fue elevado el margraviato de Istria y luego años después (1185) se hizo duque de la región llamada «Merania» en el Mar Adriático (mare en latín significa «mar»). Merania abarcó la misma zona que el antiguo margraviato, pero ahora su gobernante ganó mucho prestigio con su nuevo título.
En 1186, acompañó al emperador Enrique VI al reino de Sicilia. En 1189, dirigió la tercera división del ejército imperial y fue su abanderado en la Tercera Cruzada. En 1195, se presentó como el defensor de la Abadía de Tegernsee. Después de la muerte de Enrique en 1197, tomó partido por el reclamante Felipe de Suabia. En este punto, el duque de Merania estaba en el apogeo de su poder e influencia. Poseía tierras desde Franconia hasta el Adriático.
Bertoldo murió en 1204 y fue enterrado en el monasterio agustino de Diessen.
Es el padre de Santa Eduviges de Andechs y, a través de su hija Gertrudis, el abuelo materno de Santa Isabel de Hungría.

## Matrimonio y descendencia
Bertoldo se casó con Inés de Rochlitz, y tuvieron los hijos siguientes:
- Otón, quien sucedió a su padre
- Egberto, obispo de Bamberg
- Enrique, margrave de Istria
- Eduvigis, se casó con Enrique I el Barbudo, duque de Silesia
- Gertrudis, se casó con Andrés II de Hungría
- Inés, se casó con Felipe II de Francia
- Bertoldo, patriarca de Aquileia
- Matilde, abadesa de Klitzingen

Una hija anónima casada un miembro de la dinastía Nemanjić de Serbia.